# Pèlerinage étudiant à Chartres
 (août 2022).
Ne doit pas être confondu avec Pèlerinage de Chrétienté.
Le pèlerinage étudiant à Chartres, un temps nommé pèlerinage des 18-30 ans à Chartres, est un pèlerinage catholique d'étudiants français vers la cathédrale Notre-Dame de Chartres. Fondé en 1935, il s'est tenu quasiment chaque année jusqu'en 2022, généralement durant le week-end des Rameaux.

## Histoire
Son origine remonte à la démarche d'un petit groupe d'étudiants de la Sorbonne, mené par Jean Aubonnet, étudiant en lettres classiques et en philosophie. Ils entreprennent en 1935 de marcher vers la Cathédrale Notre-Dame de Chartres à la suite de Charles Péguy. Ce dernier avait en effet accompli le pèlerinage de Chartres en 1912, accomplissant un vœu fait l'été précédent pour la guérison de son fils malade.
Dès l'année suivante (1936), le pèlerinage commence à s'organiser : il dure trois jours, rassemble plusieurs centaines d'étudiants, et est confié à un aumônier général, François Basset. Il ne cesse ensuite de développer, autour du noyau dur d'étudiants de la Sorbonne. Après la guerre le Centre Richelieu en assure l'organisation. Il compte 4 000 participants juste après guerre et jusqu'à plus de 10 000 étudiants au début des années soixante. La cathédrale est alors trop petite pour contenir tous les pèlerins, et le pèlerinage s'organise en plusieurs routes, séparant notamment les étudiants de facultés et ceux des grandes écoles.
Lors du pèlerinage à Chartres de mai 1953, Robert Barrat, figure des libéraux du Maroc, invite les étudiants marocains , parmi lesquels les futurs ministres Ahmed Alaoui et Taïbi Benhima , ainsi le tout nouveau prix Nobel de littérature, François Mauriac, acclamé, pour son éditorial du 13 janvier 1953  dans Le Figaro dénonçant la situation au Maroc.
Dans les années 1960, une période de déclin important s'amorce pour le pèlerinage, qui se prolongera jusqu'en début des années 1990. L'archevêque de Paris de l'époque, le Cardinal Lustiger (qui avait lui-même fait le pèlerinage quand il était étudiant en Sorbonne, et avait ensuite animé le pèlerinage lorsqu'il était responsable du Centre Richelieu), charge alors deux aumôniers d'étudiants, le père Patrick Jacquin et le jésuite Paul Legavre, de relancer le pèlerinage. La démarche connaît alors un regain d'intérêt, et la participation dépasse à nouveau les 5 000 participants, notamment aux alentours de 1997, année où Paris accueille les Journées mondiales de la jeunesse.
À partir de 2011, chaque diocèse organise sa propre « route » et est libre d'en choisir le thème. Il est alors organisé par les aumôneries de l'enseignement supérieur en Île-de-France regroupés dans la MECI (Mission Étudiante Catholique Ile-de-France). Y participent les étudiants des huit diocèses de l'Ile-de-France : Créteil, Évry, Meaux, Nanterre, Paris, Pontoise, Saint-Denis et Versailles.
En 2017, il est « suspendu pour cause d’essoufflement ». Il est relancé l'année suivante sous une nouvelle formule. Le pèlerinage est désormais ouvert aux jeunes professionnels ; le nom « Pèlerinage des Jeunes à Chartres » est d'ailleurs préféré à « Pèlerinage étudiant à Chartres », dans la mesure où tous les jeunes de 18 à 30 ans sont invités.
En 2023, sur décision des évêques d'Île-de-France, il est remplacé par une marche nocturne vers la basilique de Montmartre.

## Influence
Le pèlerinage étudiant, depuis son origine, est marqué par le rôle prépondérant des étudiants dans son organisation. Toutefois au cours de la période de déclin des années 1970 et 80, la participation étudiante marqua un recul, et l'animation fut davantage prise en charge par les aumôniers. Néanmoins, dès les années 1990, il recommença à jouer son rôle d'expérimentation de la « coresponsabilité » entre prêtres aumôniers et étudiants laïcs.
Dans le domaine liturgique, le pèlerinage a joué un rôle important, notamment pour la diffusion de nouveaux chants, les étudiants faisant connaître à leur retour dans leurs paroisses les chants appris sur les routes de Chartres. La liturgie de la célébration de la Passion, dans la cathédrale de Chartres, est particulièrement soignée, avec un important travail de préparation tout au long de l'année universitaire. L'apport des « communautés nouvelles » a été très significatif dans le renouvellement liturgique, ainsi que dans la mise en œuvre musicale, notamment au milieu des années 1990 avec la participation de Thierry Malet pour les arrangements.
La célébration de la Passion fut également l'occasion de remettre en œuvre un rituel très ancien lors de l'entrée dans la Cathédrale. Le Cardinal Lustiger, resté dehors alors que la foule était déjà assemblée à l'intérieur, frappait à trois reprises trois grands coups sur le grand portail occidental avec sa crosse, et dialoguait avec l'assemblée en reprenant les paroles du Psaume 24 (« Portes, élevez vos linteaux, exhaussez-vous, portails antiques, et qu'il entre, le Roi de gloire ») [La Bible, trad. par E. Osty et Trinquet, p.1186]. Cette célébration a fait l'objet d'enregistrements plusieurs années de suite, à partir de 1995.

## Déroulement
Dans sa forme actuelle, le pèlerinage dure deux jours et demi, du vendredi soir au dimanche après-midi.  Les jeunes de chaque diocèse rejoignent le point de départ de la marche, dans la Beauce. Tous les jeunes marchent sur une même route et convergent vers Chartres le samedi en fin de journée. Au cours de la route, les pèlerins s'arrêtent à plusieurs reprises en petit groupe d'une dizaine d'étudiants (les « chapitres ») pour un temps de réflexion et d'échange sur le thème du pèlerinage. Des célébrations sont également organisées au cours de la marche : eucharistie (messe), réconciliation (confession) et veillées d'adoration. Le samedi soir une veillée d'adoration a lieu dans la cathédrale de Chartres. Le pèlerinage s'achève par la célébration eucharistique dans la cathédrale célébration de la Passion (lorsque le pèlerinage a lieu le dimanche des Rameaux).

## La présence d'étudiants allemands
Le pèlerinage des étudiants a accueilli chaque année quelques pèlerins allemands. Cette tradition remonte à la fin de la guerre et s'inscrit dans le grand projet de réconciliation franco-allemande qui est au cœur de  la construction européenne, et qui a été portée notamment par des catholiques fervents. La présence d'étudiants allemands tient également la figure de l'abbé Franz Stock, prêtre catholique allemand, qui fut de 1945 à 1947 le supérieur du séminaire des prisonniers de Chartres, surnommé le « séminaire des barbelés ». La participation des jeunes Allemands fut aussi encouragée très fortement par le Cardinal Lustiger, qui prononçait parfois en allemand, à leur attention, une petite partie de l'homélie de la Messe de la Passion.

## Les thèmes
La liste des thèmes, choisis chaque année par les étudiants responsables de l'organisation, est significative de l'évolution des préoccupations des jeunes catholiques français depuis 70 ans. Les thèmes plus explicitement doctrinaux ou catéchétiques (La Vierge, La messe, La prière, La rédemption) ont progressivement laissé place à des interrogations sur le sens de l'existence. De 1968 à 1978, les formules interrogatives sont particulièrement nombreuses. À partir du milieu des années 1990, c'est souvent une phrase de l'Écriture qui sert de thème.
- 1937 : La disponibilité
- 1938 : La Vierge
- 1939 : Le Christ dans notre vie d'étudiant
- 1941 : Notre-Dame dans notre vie
- 1942 : Regnum Galliae, regnum Mariae : les traditions mariales de la France chrétienne
- 1943 : Le Saint-Esprit
- 1944 : L'espérance
- 1945 : La prière
- 1946 : Le Corps mystique du Christ
- 1947 : La foi
- 1948 : Le mystère de la messe
- 1949 : La charité
- 1950 : La rédemption
- 1951 : L'Église
- 1952 : Le Notre Père
- 1953 : Jésus-Christ, notre espérance
- 1954 : Le baptême
- 1955 : La sainteté
- 1956 : La Pentecôte (« Je suis venu allumer le feu sur la terre »)
- 1957 : La messe
- 1958 : La conversion
- 1959 : La résurrection
- 1960 : Le prêtre et nous
- 1961 : La foi
- 1962 : L'Église
- 1963 : Jésus-Christ, notre espérance
- 1964 : Jésus Sauveur
- 1965 : Dieu est amour
- 1966 : Le baptême
- 1967 : Foi en Dieu, foi en l'homme
- 1968 : Qui est Jésus-Christ ?
- 1969 : L'Église
- 1970 : L'Évangile (facultés) ; Le courage d'être (grandes écoles)
- 1971 : Qui est-il ton Dieu (facultés) ; Christ est ressuscité (grandes écoles)
- 1972 : Espérer, une folie ? (facultés) ; Foi et morale, Qui est Jésus-Christ (grandes écoles)
- 1973 : Risquer sa vie (facultés) ; Qu'ils soient un (grandes écoles)
- 1974 : Abattre les frontières (facultés) ; Chercher Dieu (grandes écoles)
- 1975 : Jésus, homme libre. Et nous ?
- 1976 : L'espérance qui te fait vivre
- 1977 : Croire aujourd'hui
- 1978 : Une brèche, un avenir
- 1979 : Les uns disent "Vivre l'impossible", d'autres disent "Pour quoi vivre", d'autres disent encore... ; et toi, que dis-tu ?
- 1980 : Une paix à bâtir, la paix à accueillir
- 1981 : Le risque du partage
- 1982 : Vivre : un appel à aimer
- 1983 : Témoins d'une espérance
- 1984 : La vérité qui nous rend libre
- 1985 : Croire en l'homme, croire en Dieu
- 1986 : Choisir la vie, choisir le Christ
- 1987 : Le prix de la confiance
- 1988 : Dire oui à la parole de vie
- 1989 : Accueillir l'homme, rencontrer Dieu
- 1990 : L'espérance qui est en nous
- 1991 : Dieu t'appelle : lève-toi et marche
- 1992 : Il n'est pas de plus grand amour que de donner sa vie pour ceux qu'on aime
- 1993 : Lumière du monde, figure de Dieu, Jésus-Christ
- 1994 : Marche sans crainte, le Seigneur est avec toi
- 1995 : Vraiment, le Seigneur est ici et je ne le savais pas
- 1996 : Si tu savais le don de Dieu...
- 1997 : Ainsi parle le Seigneur : Cherchez-moi et vous vivrez (Amos 5,4)
- 1998 : L'espérance ne trompe pas, puisque l'amour de Dieu a été répandu dans nos cœurs par l'Esprit-Saint qui nous a été donné (Romains 5,5)
- 1999 : Voyez comme il est grand l'amour dont le Père nous a comblé (1 Jn 3, 1)
- 2000 : Notre cœur n'était-il pas brûlant tandis qu'il nous parlait sur la route ? (Luc 24)
- 2001 : Avance au large !
- 2002 : Où est-il, ton Dieu ?
- 2003 : Sur les pas du désir
- 2004 : Nous voulons voir Jésus
- 2005 : Il a demeuré parmi nous
- 2006 : Le baptême : se mouiller pour l'éternité
- 2007 : Qu'est ce qui pourrait bien nous sauver sinon l'amour ?
- 2008 : Dieu est riche en miséricorde
- 2009 : Avance, espère et prends courage !
- 2010 : Bon maître, que dois-je faire pour avoir en héritage la vie éternelle ? (Mc 10,17)
- 2011 (par diocèse) : Tout à toi (Paris et Evry) - Enracinés et fondés en Christ, affermis dans la foi (Créteil et St-Denis) - L'engagement (Meaux) - La joie du pardon (Nanterre) - Qui es tu Seigneur pour que je croie en toi ? (Pontoise) - Les Béatitudes (Versailles)
- 2012 : Réjouissez-vous ! (Ph 4,4)
- 2013 : Allez ! De toutes les nations faites des disciples ! (Mt 28, 19)
- 2014 : Le baptême
- 2015 (27, 28 et 29 mars) : L’espérance ne déçoit pas (Rm 5,5)[7]
- 2016 : (19 et 20 mars) "Heureux les miséricordieux " (Mt 5, 7)
- 2018 : (6 au 8 avril): Entrez dans la joie ! (Luc I,30)
- 2019 (12 au 14 avril) : Entrez dans l'Espérance ! "Qui nous fera voir le bonheur ?" (Psaume 4)
- 2020 (3 au 5 avril) : Laisse-toi aimer et lève-toi ! "Jeune homme je te le dis, lève-toi" (Luc 7,14)
- 2022 (9 et 10 avril) : Voici Celui qui nous a aimés jusqu’au bout ; Relevez-vous et priez